# Rupestrohyrax
Rupestrohyrax — вимерлий рід Titanohyracidae, що жив протягом бартонського етапу еоцену.

## Поширення
Rupestohyrax palustris відомий з вапняку Еорідж у Намібії.